# 尼欧肖拉皮兹
尼欧肖拉皮兹（英語：Neosho Rapids）是美国堪薩斯州里昂县的一个城市。在2010年人口普查中，有人口265人。